# Duncan Tappy
Duncan Tappy (West Ewell, Surrey, 26 juni 1984) is een autocoureur uit Engeland.

## Carrière
- 2003: Zip Formula Groot-Brittannië, team onbekend.
- 2004: Britse Formule Ford Winterseries, team Steve Mole Motorsport (2e in kampioenschap).
- 2005: Britse Formule Ford, team Jamun Racing (10 overwinningen, 2e in kampioenschap).
- 2006: Formule Renault BARC, team Jamun Racing.
- 2007: Formule Renault BARC, team Fortec Motorsport (9 overwinningen, kampioen).
- 2007: Formule Renault 2.0 NEC, team Fortec Motorsport (2 races).
- 2007: Franse Formule Renault 2.0, team Fortec Motorsport (2 races).
- 2008: Le Mans Series, LMP1-klasse, team Rollcentre Racing (1 race).
- 2008: Porsche Carrera Cup Groot-Brittannië, team Porsche Motorsport (2 races).
- 2008: Formule Renault 3.5 Series, team RC Motorsport (8 races).
- 2008: Superleague Formula, team Tottenham Hotspur.
- 2009: International Formula Master, team Team JVA (2 races).
- 2009: Indy Lights, team Genoa Racing (2 races).
- 2009: Superleague Formula, team Galatasaray SK (4 races).
- 2010: Superleague Formula, team CR Flamengo.

## Superleague Formula resultaten
| Jaar | Inschrijving      | 1      | 2       | 3        | 4       | 5       | 6      | 7    | 8    | 9       | 10      | 11     | 12      | 13   | 14   | 15   | 16   | 17   | 18   | 19   | 20   | 21   | 22   | 23   | 24   | 25   | 26   | 27   | 28   | 29   | 30   | 31   | 32   | 33   | 34   | 35   | 36   | Rang | Punten |
| ---- | ----------------- | ------ | ------- | -------- | ------- | ------- | ------ | ---- | ---- | ------- | ------- | ------ | ------- | ---- | ---- | ---- | ---- | ---- | ---- | ---- | ---- | ---- | ---- | ---- | ---- | ---- | ---- | ---- | ---- | ---- | ---- | ---- | ---- | ---- | ---- | ---- | ---- | ---- | ------ |
| 2008 | Tottenham Hotspur | DON1 3 | DON2 5  | NÜR1 13  | NÜR2 17 | ZOL1 12 | ZOL2 2 | EST1 | EST2 | VAL1 11 | VAL2 10 | JER1 3 | JER2 14 |      |      |      |      |      |      |      |      |      |      |      |      |      |      |      |      |      |      |      |      |      |      |      |      | 11   | 257    |
| 2009 | Galatasaray SK    | MAG1 5 | MAG2 11 | ZOL1 9   | ZOL2 16 | DON1    | DON2   | EST1 | EST2 | MON1    | MON2    | JAR1   | JAR2    |      |      |      |      |      |      |      |      |      |      |      |      |      |      |      |      |      |      |      |      |      |      |      |      | 11   | 239    |
| 2010 | CR Flamengo       | SIL1 3 | SIL2 12 | SILS DNQ | ASS1    | ASS2    | ASSS   | MAG1 | MAG2 | MAGS    | JAR1    | JAR2   | JARS    | NÜR1 | NÜR2 | NÜRS | ZOL1 | ZOL2 | ZOLS | BRH1 | BRH2 | BRHS | ADR1 | ADR2 | ADRS | POR1 | POR2 | PORS | LOS1 | LOS2 | LOSS | TBA1 | TBA2 | TBAS | TBA1 | TBA2 | TBAS | 7    | 54     |